# گوریونگ
گوریونگ (به لاتین: Goryeong County) یک منطقهٔ مسکونی در کره جنوبی است که در استان گیونگ‌سانگ شمالی واقع شده‌است. گوریونگ ۳۸۳٫۷ کیلومتر مربع مساحت و ۳۵٬۰۰۰ نفر جمعیت دارد.